# Seu de la Mútua Metal·lúrgica d'Assegurances
La Seu de la Mútua Metal·lúrgica d'Assegurances és un edifici racionalista de Barcelona que forma part de l'Inventari del Patrimoni Arquitectònic de Catalunya.

## Descripció
Edifici de planta quasi triangular situat entre el carrer Provença i l'Avinguda Diagonal i resolt amb una aresta, com una proa de vaixell. Destinat a oficines i serveis mèdics, la seva característica més important és la contundència volumètrica, inclús en la coberta i en la disposició de les plantes. Les façanes són totalment planes i un gran percentatge de la seva superfície disposa de grans finestrals de vidre que arriben de terra a sostre, una solució semblant a un gran mur cortina. Els elements de suport de l'estructura i els forjats estan recoberts de granet de color rosat. Els volums de la teulada queden compresos sota els pendents recoberts amb plaques metàl·liques que en rovellar-se han adquirit tonalitats verdoses.
L'interior destaca per la racionalitat de les plantes, les oficines i les habitacions s'emplacen al llarg del perímetre de l'edifici i apleguen el programa de serveis a l'interior. La decoració d'espais comuns integra ceràmica, escultures i fotografies.